# Temistocle Solera
Temistocle Solera, italijanski pesnik, libretist in skladatelj, * 25. december 1815, Ferrara, † 21. april 1878, Milano, Italija.
Solera je danes znan predvsem kot libretist nekaterih Verdijevih oper. Libreta je pisal tudi drugim skladateljem, sam pa je posegel tudi po komponiranju in tako v letih 1840 in 1845 ustvaril štiri danes pozabljene opere.
Veliko je potoval in nekaj let bival v Španiji, kjer je užival naklonjenost španskega dvora, predvsem kraljice. Sicer se je Solera preživljal tudi kot cirkusant, prekupčevalec z egipčanskimi predmeti in policist.

## Libreta (izbor)
- Oberto, grof svetega Bonifacija (Giuseppe Verdi, 1839)
- Gildippe ed Odoardo (Otto Nicolai, 1840)
- Nabucco (Giuseppe Verdi, 1842)
- Lombardijci na prvem križarskem pohodu (Giuseppe Verdi, 1843)
- Giovanna d'Arco (Giuseppe Verdi, 1845)
- Attila (Giuseppe Verdi, 1846)